# NN-311
La carretera NN‑311 es una vía departamental secundaria ubicada en el departamento de Rivas. Tiene una longitud de 20.83 kilómetros y conecta el sector de la Fundación López Carazo en Buenos Aires con el Barrio El Progreso en el municipio de San Jorge. Esta vía fue reconstruida en 2024 como parte del programa de rehabilitación vial del MTI.

## Trazado y cruces
La siguiente tabla muestra su recorrido, localidades y principales conexiones:
| km    | Localidad                     | Departamento | Conexión / Ruta |
| ----- | ----------------------------- | ------------ | --------------- |
| 0.0   | Fundación López Carazo        | Rivas        |                 |
| 10.3  | Comunidad rural intermedia    | Rivas        |                 |
| 20.83 | Barrio El Progreso, San Jorge | Rivas        |                 |

## Coordenadas
Un tramo intermedio de esta carretera se puede localizar aproximadamente en: 11°26′14″N 85°48′05″O / 11.4372, -85.8015